# ثأر ميليون آرثر
ثأر ميليون آرثر (باليابانية: 叛逆性ミリオンアーサー، بالروماجي: Hangyaku-sei Mirion Āsā) (بالإنجليزية: Million Arthur)‏ هو مسلسل أنمي ياباني تلفزيوني من إخراج يوهي سوزوكي، وإنتاج استوديو جاي سي ستاف. الأنمي مقتبس من سلسلة ميليون آرثر [الإنجليزية]. عرض الأنمي في 25 أكتوبر عام 2018 واستمر عرضه حتى 27 يونيو عام 2019، وتكون من 23 + حلقة 1 أوفا.

## القصة
تدور أحداث القصة عن سيف مقدس الذي يتم استخدامه من قبل الشخص الذين يستحقه قوته، مما يمنحه قوة عظيمة، ولقب الملك آرثر ويكون ملك لانكلترا.

## الشخصيات
دانتشو آرثر (باليابانية: 団長アーサー، بالروماجي: Danchō Āsā)
أداء صوتي: سورا أماميا
تيكين آرثر (باليابانية: 鉄拳アーサー، بالروماجي: Tekken Āsā)
أداء صوتي: تتسيا كاكيهارا
يامانيكو آرثر (باليابانية: 山猫アーサー، بالروماجي: Yamaneko Āsā)
أداء صوتي: أيانا تاكيتاتسو
رينكين آرثر (باليابانية: 錬金アーサー، بالروماجي: Renkin Āsā)
أداء صوتي: إينوري ميناسي
كاكا آرثر (باليابانية: 閣下アーサー، بالروماجي: Kakka Āsā)
أداء صوتي: ناتسوكي هاناي
رورو آرثر (باليابانية: 流浪アーサー، بالروماجي: Rurō Āsā)
أداء صوتي: يويتشي ناكامورا
ناكيلاف (باليابانية: ナックラヴイ، بالروماجي: Natsukuragui)
أداء صوتي: [[هيميكا أكانيا|هيميكا أكانيا]] ‏
تيتانيا (باليابانية: ティター二ア، بالروماجي: Teitaānia)
أداء صوتي: ريي تاكاهاشي
كوبي (باليابانية: クーピー، بالروماجي: Kūpī)
أداء صوتي: ناو توياما
بريغيتي (باليابانية: ブリギッテ، بالروماجي: burigitsute)
أداء صوتي: يو سيريزاوا
بوداتشي (باليابانية: ボダッハ، بالروماجي: Bodatsuha)
أداء صوتي: سوزوكو ميموري
بيثور (باليابانية: ベトール، بالروماجي: petōru)
أداء صوتي: رينا هيداكا

## وصلات خارجية
- موقع الأنمي الرسمي باللغة اليابانية
- ثأر ميليون آرثر على موقع فنميشن
- ثأر ميليون آرثر على موقع IMDb (الإنجليزية)
- ثأر ميليون آرثر على موقع قاعدة بيانات الفيلم (الإنجليزية)
- ثأر ميليون آرثر على موقع ANN anime (الإنجليزية)